# Ivan Fernald

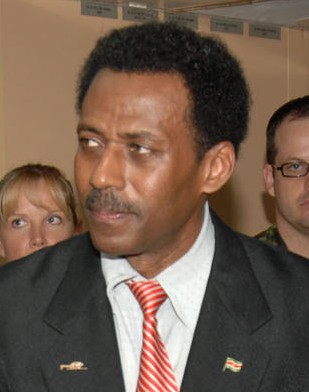
Ivan Fernald visitando una exposición en octubre del 2007.

Ivan Christiaan Fernald (7 de diciembre de 1955) es un político de Surinam.

## Trayectoria política
Desde septiembre de 2005 hasta 2010 fue ministro de Defensa de Surinam. Previamente Fernald fue director del Instituto para Educación Secundaria en Economía y Administración (IMEAO).
Como ministro de Defensa Fernald envió a los militares al interior de Surinam para prestar ayuda en las inundaciones del año 2006, y participó en la planificación de la Escuela de Guerra de la Jungla en Surinam para los servicios militares extranjeros.

## Trayectoria en taekwondo
Ganó de una medalla de oro en el Campeonato Panamericano de Taekwondo de 1984 en la categoría de –73 kg.
| Campeonato Panamericano | Campeonato Panamericano | Campeonato Panamericano | Campeonato Panamericano |
| Año                     | Lugar                   | Medalla                 | Categoría               |
| ----------------------- | ----------------------- | ----------------------- | ----------------------- |
| 1984                    | Paramaribo (Surinam)    | Medalla de oro          | –73 kg                  |